# Паланка (комуна)
Паланка (рум. Palanca) — комуна у повіті Бакеу в Румунії. До складу комуни входять такі села (дані про населення за 2002 рік):
- Кедерешть (111 осіб)
- Пажиштя (37 осіб)
- Паланка (896 осіб) — адміністративний центр комуни
- Попою (739 осіб)
- Чугеш (1981 особа)

Комуна розташована на відстані 232 км на північ від Бухареста, 59 км на захід від Бакеу, 130 км на південний захід від Ясс, 105 км на північний схід від Брашова.

## Населення
За даними перепису населення 2002 року у комуні проживали 3764 особи.
Національний склад населення комуни:
| Національність | Кількість осіб | Відсоток |
| -------------- | -------------- | -------- |
| румуни         | 3747           | 99,5%    |
| угорці         | 17             | 0,5%     |

Рідною мовою назвали:
| Мова      | Кількість осіб | Відсоток |
| --------- | -------------- | -------- |
| румунську | 3737           | 99,3%    |
| угорську  | 27             | 0,7%     |

Склад населення комуни за віросповіданням:
| Релігія       | Кількість осіб | Відсоток |
| ------------- | -------------- | -------- |
| православні   | 2270           | 60,3%    |
| римо-католики | 1493           | 39,7%    |
| адвентисти    | 1              | < 0,1%   |